# New York City
 Denne artikel omhandler New York City. For andre betydninger af New York, se New York (flertydig).
New York City (officielt The City of New York og også kendt under tilnavnene "the Big Apple", "Gotham" og "byen der aldrig sover") er den folkerigeste by i USA, beliggende på den sydøstligste spids af staten New York. I mere end et århundrede har den forretningsmæssigt, finansielt og kulturelt været et af verdens førende centre, og dens indflydelse på politik, uddannelse, underholdning, sport, medier, mode og kunst bidrager til dens status som en af verdens mest betydningsfulde byer. Som hjemsted for FN er byen også en diplomatisk hovedby. Byens nuværende borgmester er Eric Adams.
The City of New York består af fem bydele, der hver udgør et amt: Bronx, Brooklyn, Manhattan, Queens og Staten Island. Med 8.804.190(2020) indbyggere på et område på 789,4 km² har New York City den næststørste befolkningstæthed af storbyerne i Nordamerika efter nabobyen Union City, New Jersey. Byområdet New York City med forstæder i delstaterne New York, New Jersey og Connecticut har  indbyggere, og er dermed blandt verdens 10 største metroområder. I 2005 blev der talt næsten 170 sprog i byen, mens 36 procent af befolkningen var født i udlandet.
Byen har mange områder og seværdigheder, der er kendt over hele verden. Frihedsgudinden hilste millioner af immigranter velkommen, da de kom til Nordamerika i det sene 19. århundrede og tidlige 20. århundrede. Wall Street i Lower Manhattan har siden 2. verdenskrig været et dominerende finansielt centrum og er hjemsted for New York Stock Exchange (New Yorks børs). Byen er kendt for sin skyline af skyskrabere, blandt andet Empire State Building og de tidligere tvillingetårne World Trade Center.
Byen er stedet, hvor mange amerikanske kulturelle retninger er opstået, blandt andet Harlem Renaissance i litteratur og visuel kunst, abstrakt ekspressionisme i malerkunst og hiphop-kulturen indenfor musik.

## Historie
Området var beboet af lenape-indianere, da det i 1524 blev opdaget af Giovanni da Verrazzano, en italiensk opdagelsesrejsende, der var ansat af den franske krone. Han gav det navnet "Nouvelle Angoulême" (Ny Angoulême). Europæerne tog landet i brug med oprettelsen af en hollandsk pelsstation, der senere blev kendt som New Amsterdam, på den sydlige spids af Manhattan i 1614. Den hollandske kolonichef Peter Minuit købte øen Manhattan af canarsie-indianerne i 1626 (ifølge en skrøne, der nu er bevist at være falsk, blev Manhattan købt for glasperler til en værdi af 24 $). I 1664 erobrede briterne byen og omdøbte den til "New York" efter den engelske hertug af York og Albany. Ifølge fredsslutningen efter den anden britisk-hollandske krig fik hollænderne kontrollen med den indonesiske ø Run (der dengang var meget mere værdifuld), mens briterne beholdt kontrollen med New Amsterdam (New York) i Nordamerika. I år 1700 var antallet af den oprindelige Lenape-befolkning faldet til 200.
New Yorks betydning som handelssted øgedes under det britiske styre. I 1754 blev Columbia University oprettet på befaling af kong George II som King's College i Lower Manhattan. Byen blev skueplads for en række store slag, kendt som New York-kampagnen under USA's uafhængighedskrig. Den kontinentale kongres mødtes i New York, og i 1789 blev den første præsident, George Washington, indsat i Federal Hall på Wall Street. New York var hovedstad i USA indtil 1790.
I slutningen af 1700-tallet og starten af 1800-tallet var der tre storbrande i New York, hvor store dele af den centrale by nedbrændte. Brandene var i 1776, 1835 og 1845. Alle tre storbrande brød ud i bydelen Manhattan, nærmere bestemt den sydlige del kaldet Lower Manhattan. I særdeleshed efter brandene i 1835 og 1845 investerede byen New York i en række sikkerhedstiltag, herunder forbedringer af det lokale brandvæsen, Fire Department of the City of New York (FDNY).
I det 19. århundrede forandredes byen dels gennem immigration og dels ved byudvikling ifølge en visionær udviklingsplan kaldet Commissioners' Plan of 1811, der udvidede byens vejnetværk til at dække hele Manhattan, og åbningen af Eriekanalen, som forbandt den atlantiske havn med de store fødevaremarkeder i USA. I 1835 havde New York overhalet Philadelphia som den største by i USA. Det lokale politiske liv blev kontrolleret af Tammany Hall, en "politisk maskine" støttet af irske immigranter. Medlemmer af det gamle handelsaristokrati med blik for offentlighedens behov pressede på for at få etableret Central Park, der påbegyndtes i 1857 som den første park skabt som led i landskabsplanlægning i en amerikansk by. Der fandtes en betydelig befolkning af frie sorte amerikanere på Manhattan og i Brooklyn, idet der havde været holdt slaver i New York frem til 1827, men i løbet af 1830'erne blev New York nordstaternes centrum for bevægelsen for slaveriets ophævelse.
Vrede over den militære værnepligt under den amerikanske borgerkrig (1861-1865) førte til de såkaldte draft riots (værnepligtsoprør) i 1863, en af de værste episoder med civile optøjer i amerikansk historie. I 1898 skabtes det New York, som vi kender i dag, ved inddragelsen af Brooklyn, der indtil da havde været en uafhængig by, Manhattan og byområder fra andre amter. Åbningen af New York City Subway (undergrundsbanen) i 1904 hjalp med til at binde den nye by sammen. Gennem første halvdel af det 20. århundrede blev byen et verdenscentrum for industri, kommunikation og handel. Det skete dog ikke uden omkostninger: I 1904 brød dampskibet General Slocum i brand på East River, hvilket kostede 1.021 af de ombordværende livet, og i 1911 udbrød Triangle Shirtwaist Factory-branden, der var den værste industrikatastrofe i byen nogensinde, idet den kostede 146 liv. Katastrofen førte til forbedringer af sikkerhedsstandarderne på fabrikkerne i byen og øgede medlemstilvæksten i den kvindelige beklædningsfagforening International Ladies' Garment Workers' Union.
I 1920'erne blev New York et hovedmål for amerikanske afrikanere under den store flugt fra Sydstaterne, men havde allerede i 1916 den største koncentration af afrikanske amerikanere i Nordamerika. Harlem Renaissance-bevægelsen stod i fuldt flor under forbudstiden i USA, der faldt sammen med et økonomisk boom, som betød opførelsen af mange nye skyskrabere. New York blev verdens mest befolkede by i 1948, hvor den overhalede London, der ellers havde været i front i et århundrede. De svære år under depressionen førte til valget af reformatoren Fiorello LaGuardia som borgmester, hvilket betød afslutningen for Tammany Hall efter firs års politisk dominans.
De tilbagevendte veteraner fra 2. verdenskrig og andre immigranter fra Europa skabte et opsving i økonomien, og et byggeboom opstod, især i det østlige Queens med opførelsen af enorme boligområder. New York kom uskadt ud af krigen og blev efterfølgende verdens økonomiske centrum med Wall Street, det politiske centrum med opførelsen af FN's hovedkvarter i 1952, og det kunstneriske centrum med skabelsen af abstrakt ekspressionisme. I 1960'erne led byen under økonomiske problemer, stigende kriminalitet og raceoptøjer, som nåede et højdepunkt i 1970'erne.
I 1980 betød et opsving i byens finansielle sektor en forbedring af økonomien, og i 1990'erne var racespændingerne aftaget, kriminaliteten dalet dramatisk og bølger af nye immigranter ankom fra Asien og Latinamerika. Vigtige nye sektorer i økonomien, som Silicon Alley, opstod, og byens befolkningstal nåede et nyt højdepunkt ved folketællingen i år 2000.
Byen var et af målene under terrorangrebet den 11. september 2001, hvor næsten 3.000 mennesker omkom under angrebet på World Trade Center, der fik de to tvilling-skyskrabere til at styrte sammen. One World Trade Center, der åbnede i oktober 2014 er opført på grunden, hvor tvillingetårnene tidligere stod.

## Geografi
New York ligger i det nordøstlige USA, i det sydøstlige område af staten New York, omtrent halvvejs mellem Washington D.C. og Boston. Beliggenheden ved mundingen af Hudsonfloden, der løber gennem en beskyttet naturhavn og derefter ud i Atlanterhavet, har givet byen gode muligheder for at blive en vigtig handelsby. Store dele af New York er bygget på de tre øer Manhattan, Staten Island og Long Island. Her er der knapt med ledige byggegrunde og befolkningstætheden er derfor høj.
Hudsonfloden løber gennem Hudson Valley for at munde ud i New York-bugten. Mellem New York og Troy er floden et æstuarium. Hudsonfloden adskiller New York fra New Jersey. East River, der faktisk er et tidevandsstræde, løber fra Long Island Sound og adskiller Bronx og Manhattan fra Long Island. Harlem River, der også er et tidevandsstræde mellem East- og Hudsonfloderne, adskiller Manhattan fra Bronx.
Byens landområder er blevet ændret betydeligt af menneskelig indgriben med intensiv inddæmning og landindvinding ved kysterne siden den hollandske kolonitid. Inddæmningen ses tydeligst i Lower Manhattan, hvor inddæmningen til blandt andet Battery Park City fandt sted i 1970'erne og 1980'erne. Nogle af de naturlige højdeforskelle er blevet udjævnet, så landområdet fremstår fladt, særligt på Manhattan.
Byens areal er på 831,386 km². Byens højeste punkt er Todt Hill på Staten Island, der er 124,9 meter over havets overflade. Den er samtidig det højeste punkt på østkysten syd for Maine. Højdedragets højeste punkt er dækket af en skov, som er en del af Staten Island Greenbelt.

### Klima
Selv om byen ligger på samme breddegrad som meget varmere europæiske byer som Napoli og Barcelona, har New York et fugtigt kontinentalklima (Köppenklassifikation Dfa), som følge af den fremherskende vindretning, der bringer kold luft fra det indre nordamerikanske kontinent. New York har kolde vintre, men byens placering ved kysten holder temperaturen lidt højere end længere inde i landet, og dermed får byen et forholdsvis moderat snefald på omkring 60-80 cm årligt. New York har en frostfri periode på gennemsnitligt 199 dage hvert år. Forår og efterår i New York kan være omskiftelige og variere fra kolde og snerige til varme og fugtige. Sommeren i New York er varm og fugtig med i gennemsnit 18 til 25 sommerdage om året, hvor temperaturen er 32 °C eller højere. Skønt byen ikke normalt forbindes med orkaner, er den af og til påvirket af dem. En orkan i 1821 gav oversvømmelse af det sydlige Manhattan, og orkanen i New England 1938 strejfede New York og dræbte mere end 700, de fleste i New England. Byens langvarige klimamønster påvirkes af den atlantiske flerdekadale oscillering, en 70-årig opvarmings- og nedkølingsperiode i Atlanterhavet, som påvirker antallet og styrken af orkaner og storme i regionen. Mange videnskabsfolk mener dog, at den globale opvarmning vil ændre dette mønster.
| Måned                 | jan | feb | mar | apr | maj | jun | jul | aug | sep | okt | nov | dec | År    |
| --------------------- | --- | --- | --- | --- | --- | --- | --- | --- | --- | --- | --- | --- | ----- |
| Højeste temperatur °C | 3   | 4   | 10  | 15  | 22  | 27  | 30  | 29  | 24  | 18  | 12  | 6   | 17    |
| Laveste temperatur °C | -4  | -3  | 2   | 7   | 12  | 17  | 20  | 19  | 16  | 10  | 5   | -1  | 8     |
| Regnmængde i mm       | 86  | 84  | 99  | 102 | 112 | 95  | 112 | 104 | 99  | 91  | 127 | 99  | 1,124 |
| Kilde: Weatherbase    |     |     |     |     |     |     |     |     |     |     |     |     |       |

### Miljø
Det miljømæssige fokus drejer sig især om styring af aktiviteterne hos byens ekstraordinært store og tætte befolkning. Brugen af offentlige transportmidler er den højeste i landet, og benzinforbruget i byen er på samme niveau som det gennemsnitligt var for hele landet i 1920'erne. New Yorks befolkningstæthed og begrænsede afhængighed af biler gør byen til en af de mest energieffektive i USA.
Byens udledning af drivhusgasser er relativt lav målt pr. indbygger: 7,1 tons pr. person, hvilket er lavere end for San Francisco, der udleder 11,2 tons pr. indbygger, og det nationale gennemsnit, der ligger på 24,5 tons pr. indbygger. Indbyggerne står tilsammen kun for én procent af landets samlede udledning, selv om de repræsenterer 2,7 procent af den samlede befolkning. Den gennemsnitlige newyorker bruger mindre end halvdelen af den elektricitet, en indbygger i San Francisco bruger, og næsten kun en fjerdedel af forbruget hos gennemsnitsindbyggeren i Dallas.
Store mængder koncentreret forurening i New York fører til en høj forekomst af astma og andre luftvejssygdomme blandt indbyggerne. I de senere år er der fokuseret på at nedbringe byens miljømæssige belastning, og bystyret er pålagt at købe de mest energieffektive produkter til brug i offentlige kontorer og almennyttige boliger. New York har landets største bestand af busser, der er dieselhybridbiler eller drevet af komprimeret naturgas, og nogle af de første hybridtaxaer er i drift. Byen er også førende med opførelse af "grønne bygninger", hvor blandt andet Hearst Tower er et eksempel.
New York forsynes med drikkevand fra Catskill Mountains' beskyttede afvandingsareal. Som et resultat af afvandingsarealets integritet og uforstyrrede filtreringproces, er New York en af kun fem storbyer i USA med drikkevand, der er rent nok til ikke at skulle filtreres(renses) af vandbehandlingsanlæg.

## Byens udformning

### Arkitektur
Den bygningsform, der er tættest forbundet med New York er skyskraberen, en nyskabende bygningsform, som først opstod i Chicago og som ændrede måden at bygge byer på, fra den lave bebyggelse i europæisk tradition til enorme lodrette forretningskomplekser. New York er omgivet af vand, og den høje befolkningstæthed og de høje grundpriser i forretningsdistrikterne har medført, at byen er blevet stedet med den største samling af fritstående forretnings- og beboelsestårne i verden.
New Yorks har arkitektonisk bemærkelsesværdige bygninger inden for mange forskellige stilarter. Det gælder blandt andet Woolworth Building (1913), en nygotisk skyskraber med forstørrede gotiske detaljer, som kan ses fra gadeniveau flere hundrede meter nede. I zonebekendtgørelsen af 1916 stilledes krav om tilbagetrækning af facader og begrænsning af byggerier til en vis størrelse i forhold til grundstørrelsen for at få sollys ned til gaderne. Art deco-designet på Chrysler Building (1930), med dens koniske top og stålspir afspejlede de nye regler. Bygningen opfattes af mange historikere og arkitekter som den flotteste i New York med dens helt specielle ornamentering, der blandt andet inkluderer gengivelserne af 1928-Chryslerørnen på hjørnerne i 61. etage, og de V-formede lysindsatser der leder op til stålspiret øverst.. Et indflydelsesrigt eksempel på den internationale stil i USA er Seagram Building (1957), kendetegnet ved anvendelse af synlige bronzefarvede I-formede stålprofiler på facaden for at fremhæve bygningens form. Condé Nast Building (2000) er et vigtigt eksempel på grønt design af amerikanske skyskrabere.
New Yorks store beboelsesområder er ofte kendetegnet ved de mange elegante brunstensrækkehuse, byresidenser og lejligheder, der blev bygget i perioden fra 1870 til 1930. Sten og mursten blev byens foretrukne byggematerialer, da træhusene blev fundet for brandfarlige efter storbranden i New York i 1835. Modsat Paris, der gennem århundreder blev bygget af sin egen undergrunds kalksten, har New York altid fået sine byggematerialer fra et vidtstrakt netværk af stenbrud, og derfor har bygningerne ofte forskelligartede mønstre og farver. Et bemærkelsesværdigt træk ved mange af byens bygninger er, at de har deres eget vandtårn af træ monteret på taget. I 1800-tallet var det nødvendigt at montere disse på bygninger over seks etagers højde for at undgå et umådeholdent stort vandtryk i lavere højder, der ville kunne sprænge byens vandledninger. Havelejligheder blev populære i 1920'erne i udkantsområderne, blandt andet i Jackson Heights i Queens, der blev mere tilgængelig med udvidelsen af undergrundsbanens net.

### Bydele
New York består af fem boroughs (bydele), som er en usædvanlig form for administrativ inddeling, til administration af de fem amter, byen er opdelt i. I bydelene er der hundredvis af forskellige kvarterer, mange med en helt unik historie og karakter. Hvis bydelene var selvstændige byer, ville fire af de fem (Brooklyn, Queens, Manhattan og Bronx) være blandt de ti mest befolkede byer i USA.
- Bronx (bef. 1.364.566)[56] er New Yorks nordligste bydel. I den ligger Yankee Stadium, hjemmebane for New York Yankees og med det største andelslejlighedskompeks i USA, Co-op City.[57] Bortset fra en lille del af Manhattan kendt som Marble Hill, er Bronx den eneste del af byen, der ligger på USA's fastland. Den er hjemsted for Bronx Zoo, den største zoologiske have placeret i bymæssig bebyggelse i USA, som dækker et areal på 107,2 hektar, og har over 6.000 dyr.[58] Bronx er stedet, hvor rap og hiphop-kulturen opstod.[9]

- Brooklyn (bef. 2.511.408)[56] er byens mest befolkede bydel og var en selvstændig by indtil 1898. Brooklyn er kendt for sine kulturelle, sociale og etniske forskelligheder, en uafhængig kunstscene, karakteristiske kvarterer og en unik arkitekturarv. Bydelen har også en lang kystlinje og Coney Island, oprettet i 1870'erne som et af de tidligste forlystelsesområder i landet.[59]

- Manhattan (bef. 1.593.200)[56] er den tættest befolkede bydel og hjemsted for de fleste af byens skyskrabere. Bydelen har de større forretnings- og finansområder i byen, samt mange kulturelle seværdigheder, blandt andet talrige museer, Broadway-området og Madison Square Garden. Manhattan er løst opdelt i Downtown Manhattan, Midtown Manhattan og Upper Manhattan. Uptown Manhattan er delt af Central Park i Upper East Side og Upper West Side, og "over" parken ligger Harlem.

- Queens (bef. 2.256.576)[56] er geografisk den største bydel, og det etnisk mest forskelligartede amt i USA.[60] Historisk blev en samling små byer og landsbyer grundlagt her af hollænderne, mens bydelen i dag hovedsagelig fungerer som beboelsesområde for middelklassen. Det er det eneste større amt i USA, hvor middelindkomsten for den sorte befolkning, omkring 52.000 dollar om året, har overhalet de hvides.[61] I Queens ligger Shea Stadium, hjemmebane for New York Mets, og tennisturneringen US Open finder hvert år sted i Queens. I bydelen ligger også byens to store lufthavne, LaGuardia Airport og John F. Kennedy International Airport.

- Staten Island (bef. 475.014)[56] er den mest forstadsagtige af de fem bydele. Den er forbundet med Brooklyn via Verrazano-Narrows-broen og den gratis færge Staten Island Ferry sejler til Manhattan. I bydelen lå indtil 2001 Fresh Kills Landfill, som var verdens største losseplads, men som nu er under omlægning til en stor bypark.[62]

## Kultur
| „ | Kulturen synes at være i luften, som en del af vejret | “ |
|   | — Forfatteren Tom Wolfe om New York.                  |   |

Talrige større amerikanske kulturbevægelser er opstået i byen, såsom Harlem Renaissance, der etablerede den afrikansk-amerikanske litteraturkanon i USA. Byen var centrum for jazzen i 1940'erne, abstrakt ekspressionisme i 1950'erne, og fødselsstedet for hiphop-kulturen i 1970'erne. Byens punk rock-scene var indflydelsesrig i 1970'erne og 1980'erne, og byen har længe haft en blomstrende scene for jødisk-amerikansk litteratur. Prominente indie rock-bands fra New York er blandt andre The Strokes, Interpol, The Bravery, Scissor Sisters og They Might Be Giants. Byen er også vigtig i den amerikanske filmindustri. Manhatta (1920), landets første avantgarde-film, blev optaget i byen. I dag er byen det næststørste center for filmindustrien i USA, selv om den er meget mindre end Hollywood.
Byen har mere end 2.000 kunst- og kulturorganisationer, og mere end 500 kunstgallerier af alle størrelser. Byens administration støtter kunstnere med et årligt budget, der er større end National Endowment for the Arts' budget. Rige industrialister byggede i det 19. århundrede et netværk af større kulturelle institutioner, såsom den berømte Carnegie Hall og Metropolitan Museum of Art, der skulle blive internationalt anerkendte. Med det elektriske lys' komme blev mange teatre opført i byen, og i 1880'erne begyndte teatrene på Broadway og på 42nd Street at vise en ny form for teater, der skulle blive kendt som Broadway musical.
Under stærk påvirkning fra byens indvandrere begyndte teaterproducenter som Edward Harrigan, George M. Cohan og andre at bruge sange som fortællingsmiddel i opførelser, der ofte afspejlede temaer som håb og ambitioner. I dag er disse produktioner fast indhold på New Yorks teaterscene. Byens 39 største teatre (med flere end 500 sæder) er kollektivt kendt som "Broadway", efter den hovedfærdselsåre, af samme navn, der krydser Times Square-teaterdistriktet.
Lincoln Center for the Performing Arts, der indeholder Jazz at Lincoln Center, The Metropolitan Opera, New York City Opera, New York Philharmonic, New York City Ballet, Vivian Beaumont Theatre, The Julliard School og Alice Tully Hall, er det største kulturhus i USA. Summerstage præsenterer opførelser af gratis forestillinger og musik i Central Park, samt 1.200 gratis koncerter, danse- og teaterstykker i alle fem bydele i sommermånederne.

### Turisme
Omkring 40 millioner udenlandske og amerikanske turister besøger New York hvert år. Blandt større seværdigheder kan nævnes Empire State Building, Ellis Island, Broadway-opsætninger, museer som Metropolitan Museum of Art, og andre turistattraktioner som Central Park, Washington Square Park, Rockefeller Center, Times Square, Bronx Zoo, New York Botanical Garden, luksusshopping på 5th Avenue og Madison Avenue, og begivenheder som New York Halloween Parade i Greenwich Village og Tribeca Film Festival og gratis optrædener i Central Park ved Summerstage. Frihedsgudinden er en større turistattraktion og en af de mest karakteristiske ikoner for USA. Mange af byens etniske enklaver som Jackson Heights, Flushing og Brighton Beach, er større indkøbssteder for første- og andengenerationsindvandrere.
New York har over 113 km² park og 22 km offentlige strande. Manhattans Central Park, designet af Frederick Law Olmsted og Calvert Vaux, er den mest besøgte park i USA. Prospect Park i Brooklyn, også designet af Olmsted og Vaux, har en 36 hektar stor græsplæne. Flushing Meadows–Corona Park i Queens, byens tredjestørste, lagde grund til Verdensudstillingen i 1939 og 1964.
New Yorks afvekslende madkultur er blevet påvirket af byens immigranter gennem tiden. Jødiske og italienske immigranter gjorde byen berømt for sine bagels, cheesecake og New York-pizzaen. Omkring 4.000 mobile madvogne er registreret i byen, og mange af dem er immigrantejede. De har gjort mellemøstlige spiser som falafel og kebab til faste indslag i byens gaderestauranter. Byen er også hjemsted for mange af de fineste haute cuisine-restauranter i USA.

### Medier
New York er et globalt centrum for fjernsyn, marketing, musik, aviser og bogudgivelser og er også det største mediemarked i USA. Nogle af byens mediekonglomerater er Time Warner, News Corporation, Hearst Corporation og Viacom. Syv af verdens otte største globale reklamebureauer har hovedkvarter i New York. Tre af musikkens "Big Four"-pladeselskaber ligger også i byen. En tredjedel af alle de amerikanske uafhængige film, der bliver produceret, produceres i New York. Mere end 200 aviser og 350 forbrugermagasiner har et kontor i byen. og 25.000 mennesker er ansat i bogforlagsbranchen.
To af de tre landsdækkede dagblade i USA er New York-aviser, The Wall Street Journal og The New York Times. Blandt de større tabloidaviser i byen kan nævnes The New York Daily News og The New York Post, grundlagt i 1801 af Alexander Hamilton. Byen har også en større etnisk presse med 270 aviser og magasiner udgivet på mere end 40 sprog. El Diario la Prensa er New Yorks største spansksprogede daglige avis, og den ældste i landet. The New York Amsterdam News, udgivet i Harlem, er en prominent afrikansk-amerikansk avis. Village Voice er den største alternative avis.
Tv-industrien udviklede sig i New York og er en betydningsfuld arbejdsgiver i byens økonomi. De fire store amerikanske tv-stationer, ABC, CBS, FOX og NBC, har alle hovedkvarter i New York. Mange kabelkanaler ligger også i byen, blandt andet MTV, Fox News, HBO og Comedy Central. I 2005 blev der optaget mere end 100 tv-shows i New York.
Byen er også et større centrum for ikke-kommercielle medier. Den ældste offentlige tv-station i USA er Manhattan Neighborhood Network, grundlagt i 1971. WNET er byens største offentlige tv-station og er hovedleverandør af programmer til PBS. WNYC, en offentlig radiostation ejet af byen indtil 1997, har det største antal radiolyttere i USA. Byen New York styrer en offentlig broadcast-service, NYCTV, der har produceret flere originale Emmy-vindende shows, som handler om musik og kultur i byens kvarterer, såvel som om byens administration.

### Dialekt
New York-området har et karakteristisk sprog, kaldet New York-dialekten, alternativt kendt som brooklynese eller newyorkese. Dialekten opfattes ofte som en af de mest genkendelige i amerikansk-engelsk. Den klassiske version af denne dialekt er koncentreret i middel- og arbejderklassen af europæisk afstamning, og indflydelsen fra ikke-europæiske immigranter i de senere årtier har ledt til ændringer i denne karakteristiske dialekt.
Et af de mere opsigtsvækkende træk ved denne dialekt er dens "r-mangel". Den traditionelle New York-dialekt er ikke-rhotisk, så lyden [ɹ] er stum sidst i en stavelse eller umiddelbart foran en konsonant; derfor udtales byens navn som "New Yawk". Der er ingen [ɹ] i ord som "park".
I de fleste gammeldags og ekstreme udgaver af New York-dialekten bliver vokallyden fra ord som "girl" og ord som "oil" en diftong [ɜɪ]. Dette misforstås ofte af personer, der taler andre dialekter, som en ombytning af "er"- og "oy"-lydene, så "girl" bliver udtalt "goil", og "oil" udtales som "erl"; hvilket fører til karikerede New York-udtaler som "Joizey" (Jersey), "Toidy-Toid Street' (33rd St.) og "terlet" (toilet). Figuren Archie Bunker fra 1970'er-serien All in the Family var et godt eksempel på en talende person, der havde denne egenskab. Dette særlige sprogmønster er ikke særligt fremherskende længere.

### Sport
New York har hold i de fire store nordamerikanske professionelle sportsligaer, der hver især også har deres hovedkvarterer i byen.
Baseball er byens største fansport. Der har været fjorten World Series-opgør mellem New York-hold, i serier kaldet Subway Series. Byens to nuværende Major League Baseball-hold er de rivaliserende New York Yankees og New York Mets. Rivaliseringen er efter sigende lige så voldsom, som den er mellem Yankees og Boston Red Sox. Der er også to Minor League Baseball-hold i byen, Staten Island Yankees og Brooklyn Cyclones.
Byen er repræsenteret i amerikansk fodbold-ligaen med New York Jets og New York Giants (officielt "the New York Football Giants"), selv om begge hold spiller deres hjemmekampe i Meadowlands Stadium i nærliggende New Jersey.
New York Rangers repræsenterer byen i USA's ishockeyliga, med Madison Square Garden i Manhattan som hjemmebane.
Byens hold i USA's basketball-liga for mænd er New York Knicks, mens byens hold i basketball-ligaen for kvinder er New York Liberty. Det første basketballmesterskab på college-niveau, National Invitation Tournament, blev afholdt i New York i 1938 og finder stadig sted i byen. Rucher Park i Harlem er et afholdt spillested hvor mange professionelle spillere spiller i sommerligaen.
Som global by støtter New York mange sportsgrene ud over de nævnte. Blandt dem findes US Open (golf), New York City Marathon og Millrose Games, et årligt atletikstævne, hvis mest prominente begivenhed er Wanamaker Mile. New York er også hjemsted for flere berømte golfklubber, blandt andet Winged Foot, der afholdt U.S. Open i 2006. Boksning er også en prominent del af byens sportsscene, med begivenheder som Amateur Boxing Golden Gloves, der bliver afholdt hvert år i Madison Square Garden. New York City Marathon er verdens største, og løbene i 2004-2006 har de tre øverste pladser i top tre over maratonløb med flest gennemførende løbere, med 37.866 gennemførende i 2006.
Mange sportsgrene forbindes med New Yorks immigrantmiljøer. Stickball, en gadeudgave af baseball, blev gjort populær af arbejderklasseunge fra puertoricanske, italienske, tyske og irske kvarterer i 1930'erne. I de senere år er der opstået flere amatør-cricketligaer med immigranter fra Sydasien og Caribien.

## Økonomi
New York er et globalt centrum for internationalt forretningsliv og handel, og er en af de tre "kommandocentraler" for verdensøkonomien (sammen med London og Tokyo). Byen er et større centrum for finans, forsikring, ejendomshandel, medier og kunst i USA. New Yorks metroområde havde et estimeret GMP på 952,6 milliarder dollar i 2005, den største regionale økonomi i USA. Byens økonomi står for størstedelen af den økonomiske aktivitet i staterne New York og New Jersey. Mange større firmaer har hovedkvarter i New York, blandt andet 44 Fortune 500-firmaer. New York er også unik blandt de amerikanske byer ved sit store antal udenlandske firmaer. Et ud af ti private jobs i byen er hos et udenlandsk firma.
New York er hjemsted for nogle af nationens – og verdens – mest værdifulde ejendomme. Park Avenue 450 blev solgt den 2. juli 2007 for 510 millioner dollars, omkring 17.104 dollars pr. kvadratmeter og slog dermed den knap en måned gamle rekord for en amerikansk kontorbygning, da Madison Avenue 660 blev solgt i juni 2007 for 15.887 dollars pr. kvadratmeter.
New Yorks børs, New York Stock Exchange, der ligger på Wall Street, og NASDAQ er verdens største og næststørste børser, når der måles på gennemsnitlig daglig handelsvolumen og samlet markedskapitalisering. Den finansielle sektor i byen står for mere end 35 procent af byens indkomst. Ejendomshandel er en stor kraft i byens økonomi, eftersom den totale værdi af alle New Yorks ejendomme i 2006 lå på 802,4 milliarder dollar. Time Warner Center er ejendommen med den højest angivne markedsværdi med 11,1 milliarder dollars i 2006.
Byens tv- og filmindustri er den næststørste i landet efter Hollywood. De kreative industrier som "nye medier", marketing, mode, design og arkitektur står for en stadigt voksende andel af beskæftigelsen i New York, der har en stærk konkurrencemæssig fordel i disse industrier. Højteknologiske industrier som biokemi, softwareudvikling, spildesign og internetservices vokser også gennem New Yorks placering som endestation for flere transatlantiske telefonkabler. Andre vigtige sektorer inkluderer medicinalforskning, teknologi, non-profit organisationer og universiteter.
Produktion står for en stor, men aftagende del af beskæftigelsen. Tøj, kemikalier, metalprodukter, præfabrikerede fødevarer og møbler er nogle af de vigtigste produkter. Fødevareindustrien er den mest stabile større produktionssektor i byen. Fødevareproduktion er en industri med en værdi på 5 milliarder dollar, der beskæftiger mere en 19.000 ansatte, hvoraf mange er indvandrere, der taler meget lidt engelsk. Chokolade er New York førende eksportspecialitet, med en eksportværdi på mere end 234 millioner dollar.

## Demografi
New York er den mest befolkede by i USA, med en anslået befolkning i 2005 på 8.213.839 (fra 7,3 millioner i 1990). Dette svarer til omkring 40 procent af staten New Yorks befolkning og en tilsvarende procentdel af den regionale metroregions befolkning. Over det seneste årti har byens befolkningstal været støt stigende, og demografikere anslår, at befolkningstallet vil ligge mellem 9,2 og 9,5 millioner i 2030.
New Yorks to nøgledemografiske egenskaber er dens befolkningstæthed og kulturelle forskelligartethed. Byens befolkningstæthed på 10.194 pr. kvadratkilometer gør den til en af de tættest befolkede amerikanske byer med en befolkning på over 100.000. Manhattans befolkningstæthed er 25.846 indbyggere pr. kvadratkilometer, det højeste i noget amt i USA.
New York er exceptionelt mangfoldig. Gennem sin historie har byen været et større indrejsested for immigranter til USA; begrebet "melting pot" (smeltedigel) blev først brugt til at beskrive de tæt befolkede immigrantkvarterer på Lower East Side. 36 procent af byens befolkning er født i udlandet. Blandt amerikanske byer er denne andel kun højere i Los Angeles og Miami, men immigrantfællesskaberne i disse byer er domineret af få nationaliteter, mens der i New York ikke er en enkelt dominerende region eller land. De ti mest repræsenterede lande i den nutidige indvandring er Den Dominikanske Republik, Kina, Jamaica, Guyana, Pakistan, Ecuador, Haiti, Trinidad og Tobago, Colombia og Rusland. Der tales omkring 170 sprog i byen.
New Yorks metropolregion er hjemsted for det største jødiske fællesskab uden for Israel; Tel Aviv har et mindre befolkningstal (ikke-metropol/inden for kommunens grænser) end den jødiske befolkning i New York, hvilket gør New York til det største jødiske fællesskab i verden. Omkring 12 procent af newyorkerne er jødiske. Byen er også hjemsted for næsten en fjerdedel af nationens indisk-amerikanske befolkning, og for det største afrikansk-amerikanske fællesskab i nogen by i landet.
Byens fem største etniske grupper var i 2005: puertoricanere, italienere, caribiere, dominikanere og kinesere. Den puertoricanske befolkningsgruppe i New York er den største uden for Puerto Rico. Italienske amerikanere emigrerede til byen i stort tal i det tidlige 20. århundrede. De irske amerikanere i New York, den sjettestørste gruppe, har også en nævneværdig repræsentation; en af halvtreds newyorkere af europæisk afstamning bærer en karakteristisk genetisk signatur på deres Y-kromosomer nedarvet fra Niall Noigíallach, en irsk højkonge i det femte århundrede f.Kr.
New York har store indkomstforskelle. I 2005 var den gennemsnitlige indkomst for husstande i folketællingens velhavergruppe 188.697 dollars, mens det for den fattigste gruppe var 9.230 dollars. Forskellen er udvidet af lønstigninger i de høje indkomstklasser, mens lønningerne er stagneret i de mellemste og lavere klasser. I 2006 var den gennemsnitlige ugeløn på Manhattan 1.453 dollars, den højeste og hurtigst voksende blandt de største amter i USA. Bydelen oplever også et babyboom, der er unikt blandt amerikanske byer. Siden 2000 er antallet af børn under fem år i bydelen steget med mere end 32 procent.
Husejerskab i New York er på omkring 33 procent, meget lavere end det nationale gennemsnit på 69 procent. Der er normalt omkring 3 og 4,5 procent ledige lejligheder i byen, afgjort under den 5 procent-grænse, der er defineret som kritisk husmangel, der plejede at retfærdiggøre huslejekontrol og lejestabilisering. Omkring 33 procent af lejlighederne har et loft over huslejen. At finde lejligheder, særligt billige, i New York kan være en udfordring.

## Administration
Siden sin konsolidering i 1898 har byen været en metropolkommune, ledet af en borgmester med store magtbeføjelser over for byrådsstyret. Administrationen af New York er mere centraliseret end i mange andre byer i USA. I New York er den centrale administration ansvarlig for uddannelse, fængsler, biblioteker, offentlig sikkerhed, rekreative faciliteter, sanitet, vandforsyning og bistandshjælp. Borgmesteren i New York og byrådsmedlemmerne vælges for fireårige perioder. New Yorks byråd har en enkeltkammerstruktur bestående af 51 rådsmedlemmer, hvis distrikter er defineret af geografiske befolkningsgrænser. Borgmesteren og byrådsmedlemmerne kan maksimalt vælges for to fireårige valgperioder.
Borgmesteren er Michael Bloomberg, forhenværende demokrat men nu uafhængigt valgt som republikaner i 2001 og genvalgt i 2005 med 59 procent af stemmerne. Han er kendt for at have overtaget kontrollen med byens uddannelsessystem fra staten, gennemført zoneændringer og befordret økonomisk udvikling, sund finansiel styring og aggressiv offentlig sundhedspolitik. For sin anden valgperiode har Bloomberg gjort skolereform, fattigdomsbekæmpelse og streng våbenkontrol til de centrale politikker. Sammen med Bostons borgmester Thomas Menino grundlagde han i 2006 Mayors Against Illegal Guns Coalition, en organisation med det erklærede mål at "gøre offentligheden mere sikker ved at få illegale våben væk fra gaderne." Medlemmer af det Demokratiske Parti er valgt til flertallet af byens offentlige embeder. 66 procent af de registrerede vælgere i byen er demokrater, og i New Yorks valgdistrikt har en republikaner ikke opnået flertal ved delstats- eller præsidentvalg siden 1924.
New York er den vigtigste kilde til politisk pengeindsamling i USA, eftersom fire af postnumrene på Manhattan er blandt de fem, der har givet flest politiske pengebidrag på landsplan. I postdistriktet 10021, Upper East Side, blev der indsamlet flest penge til præsidentkampagnen i 2004 for både George W. Bush og John Kerry. Byen har en stærk ubalance i betalinger til og fra de nationale administrationer og statsadministrationen. New York modtager 83 cent i ydelser for hver dollar byen sender til den føderale administration i skatter (årligt afleverer byen 11,4 milliarder dollar mere end den får retur). Byen afleverer også 11 milliarder dollar mere til staten New York årligt, end den får retur.
Nær rådhuset findes retsbygningerne for United States District Court for the Southern District of New York (USA's distriktsdomstol for New Yorks sydlige retsdistrikt) og United States Court of Appeals for the Second Circuit (USA's appelret for andet retsdistrikt) samt Jacob K. Javits Federal Building. Brooklyn er hjemsted for United States District Court for the Eastern District of New York (USA's distriktsdomstol for New Yorks østlige retsdistrikt), og hver bydel har en afdeling af New York Supreme Court (delstaten New Yorks højesteret) og andre delstatsdomstole. I sin egenskab af vært for FN har byen verdens største konsulære korps omfattende 122 konsulater, generalkonsulater og honorære konsulater.

### Kriminalitet
New York er blandt de sikreste byer i USA: ud af 216 byer i USA med en befolkning på mere end 100.000 indbyggere i 2002, lå byen nummer 197 i antallet af forbrydelser (med omkring den samme kriminalitetsniveau som Provo i Utah). Voldskriminalitet i New York er faldet med 75 procent i de seneste tolv år, og antallet af mord var i 2005 var på sit laveste niveau siden 1963. Kriminalitetsniveauet toppede i 1980'erne og de tidlige 1990'ere, da crack-epidemien ramte byen. I 1990'erne iværksatte New York City Police Department (NYPD, New Yorks politi) CompStat (et projekt til mindskelse af kriminalitet), ituslåede vinduer-strategien og andre strategier i en større kampagne for at mindske kriminaliteten. Det dramatiske fald er af kriminologer blevet tilskrevet disse strategier sammen med crack-epidemiens ophør og demografiske ændringer.
Organiseret kriminalitet har længe været forbundet med New York, begyndende med gadebanderne 40 Thieves og Roach Guards i slumkvarteret Five Points i 1820'erne. I det 20. århundrede øgedes mafiaens indflydelse, domineret af de fem familier. Gadebander, blandt andet Black Spades, voksede også i antal i det senere 20. århundrede. Flere større oprør har fundet sted i New York siden midten af 1800-tallet, blandt andet New York Draft Riots i 1863, flere oprør ved Tompkins Square Park og i Harlem. David Berkowitz' (Son of Sam) seriemorder, der begyndte den 29. juli 1976, terroriserede byen i et helt år.

## Uddannelse
Byens offentlige skolesystem, der administreres af New York City Department of Education, er det største i USA. Omkring 1,1 millioner studerende bliver undervist i mere end 1.200 separate folkeskoler og high schools. Der er desuden omkring 900 private sekulære og religiøse skoler i byen, blandt andre nogle af de mest prestigefyldte privatskoler i USA.
Selvom byen normalt ikke omtales som en "universitetsby", er der omkring 594.000 universitetsstuderende i byen, det højeste antal i en hvilken som helst by i USA. I 2005 var tre ud af fem beboere på Manhattan collegeuddannede, og en ud af fire havde længere videregående uddannelse, og dermed har byen en af de højeste koncentrationer af højt uddannede folk i nogen amerikansk by. Offentlig universitetsundervisning udbydes af City University of New York, landets tredjestørste offentlige universitetssystem, og Fashion Institute of Technology, der er en del af State University of New York. New York er ligeledes hjemsted for blandt andre Barnard College, Berkeley College, Columbia University, Cooper Union, Fordham University, Manhattan College, The New School, New York Institute of Technology, New York University, Pace University, Polytechnic University og St. John's University. Byen har dusinvis andre private colleges og universiteter, blandt andre mange religiøse og institutioner med særlige formål, så som The Juilliard School.
En stor del af den videnskabelige forskning i byen udføres inden for medicin og biovidenskab. New York er den by i USA med flest tildelinger af ph.d.-, doktor- og tilsvarende grader i biovidenskab. Byen har 40.000 licenserede læger og 127 nobelpristagere med rødder i de lokale institutioner. Byen modtager den næststørste årlige finansiering fra National Institutes of Health blandt alle byer i USA. Blandt de større biomedicinske forskningsinstitutioner kan nævnes Memorial Sloan-Kettering Cancer Center, Rockefeller University, Albert Einstein College of Medicine, Mount Sinai School of Medicine og Weill Cornell Medical College.
New York Public Library, der har den største bogsamling i noget offentligt biblioteksvæsen i landet, dækker Manhattan, Bronx og Staten Island. Queens dækkes af Queens Borough Public Library, der er landets næststørste offentlige biblioteksvæsen, og Brooklyn Public Library tilbyder borgerne i Brooklyn adgang til et bibliotek. New York Public Library har adskillige videnskabelige biblioteker, blandt andre Schomburg Center for Research in Black Culture.

## Transport
Det offentlige transportsystem i New York er indbyggernes mest populære transportform. Omkring en ud af tre rejsende med de offentlige transportmidler og to tredjedele af USA's togpassagerer bor i New York og dens forstæder. Dette står i skarp kontrast til resten af landet, hvor omkring 90 procent af pendlerne kører i bil til deres arbejdsplads. New York er den eneste by i USA, hvor mere end halvdelen af alle husstande ikke ejer en bil (på Manhattan er det 75 procent af beboerne, der ikke har bil. På landsplan er tallet 8 procent).
New York City Subway (New Yorks undergrundsbane) er det største massetransportsystem i verden målt på banelængde med 1.062 kilometer hovedspor, og målt på antallet af stationer i brug, med 468. Det er også det fjerdestørste når der måles på antallet af passagerer årligt (1,4 milliarder rejser i 2005). Transportsystemet i New York er enormt og komplekst. Det omfatter den længste hængebro i Nordamerika, verdens første mekanisk ventilerede tunnel, mere end 12.000 gule taxaer og en gondolbane, der transporterer pendlere mellem Roosevelt Island og Manhattan.
New Yorks offentlige buspark og pendlerjernbaner er de største i Nordamerika. Jernbanen, der forbinder forstæderne i Tri-State-området med byen, har mere end 250 stationer og 20 linjer. Pendlerjernbanesystemet samles på de to travleste jernbanestationer i USA, Grand Central Terminal og Pennsylvania (Penn) Station.
New York er det største knudepunkt i USA for international passagerflytrafik. Området betjenes af tre større lufthavne, John F. Kennedy International Airport, Newark Liberty International Airport og LaGuardia Airport. Der er planer for en fjerde lufthavn, Stewart International Airport nær Newburgh, der skal overtages og udvides af Port Authority of New York and New Jersey (der administrerer de tre andre lufthavne), og som skal aflaste de øvrige lufthavne, så den stadig stigende passagertrafik kan afvikles. 100 millioner rejsende brugte de tre lufthavne i 2005, og byens luftrum er det travleste i landet. Internationale fly fra JFK og Newark stod for omkring en fjerdedel af alle amerikanske rejsende, der rejste udenlands i 2004.
Den udbredte brug af offentlige transportmidler i New York gør sammen med 120.000 daglige cyklister og mange pendlere til fods byen til den mest energieffektive større by i USA. Byen er i stand til at klare en oliekrise med en prisstigning fra 3 til 8 dollars per gallon. Fodgængere og cyklister står for 21 procent af al transport i byen, hvor tallet for metroregioner på landsplan er omkring 8 procent.

## Venskabsbyer
New York har ti venskabsbyer, ni af dem gennem byens medlemskab i Sister Cities International (SCI). Året for påbegyndelsen af hvert venskabsforhold er angivet i parenteserne.
| - Tokyo, Japan (1960) - Beijing, Kina (1980) - Madrid, Spanien (1982) - Kairo, Egypten (1982) - Santo Domingo, Dominikanske Republik (1983) | - Rom, Italien (1992) - Budapest, Ungarn (1992) (ikke gennem SCI) - Jerusalem, Israel (1993) - Tel Aviv, Israel (1996) - London, Storbritannien (2001) - Johannesburg, Sydafrika (2003) |